# Jurij Prodan
Jurij Vasylovyč Prodan (ukrajinsky Юрій Васильович Продан; * 27. ledna 1959 Norilsk) je ukrajinský politik, vzděláním elektroinženýr, absolvent Kyjevského polytechnického institutu. V letech 2007–2010 působil jako ministr paliv a energie v druhé vládě Julie Tymošenkové a v roce 2014 jako ministr paliv a energetiky ve vládě Arsenije Jaceňuka.